# Supersypnoides fumosa
Supersypnoides fumosa là một loài bướm đêm trong họ Noctuidae.